# 马萨克-塞朗
马萨克-塞朗（法語：Massac-Séran，法語發音：[masak seʁɑ̃]）是法国奥克西塔尼大区塔恩省的一个市镇，属于卡斯特尔区。该市镇于1824年由原市镇马萨克（Massac）和塞朗（Séran）合并而成。

## 地理
马萨克-塞朗（43°39'44"N, 1°51'37"E）面积8.52 平方千米，位于法国奧克西塔尼大區塔恩省，该省份为法国南部内陆省份，北起顺时针与阿韦龙省、埃罗省、奥德省、上加龙省和塔恩-加龙省接壤。
与马萨克-塞朗接壤的市镇（或旧市镇、城区）包括：拉沃尔、马尔藏斯、普拉特维耶勒、泰索德。

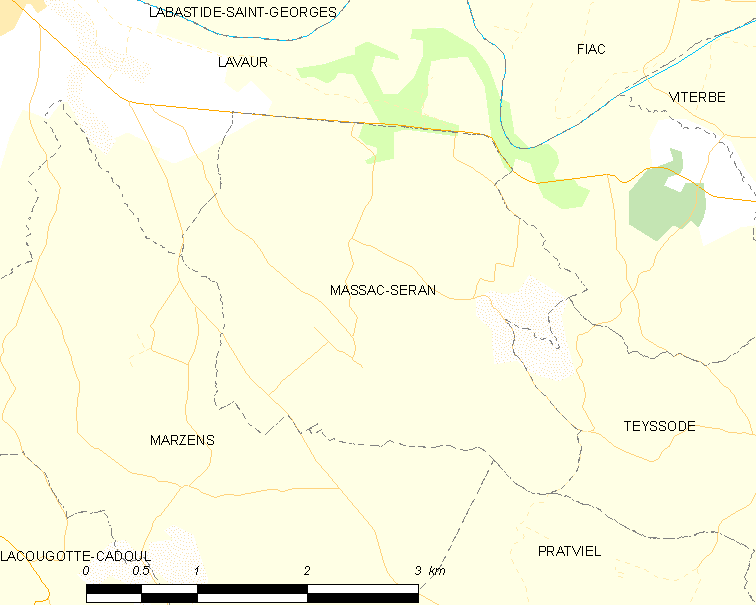
马萨克-塞朗的OSM定位图

马萨克-塞朗的时区为UTC+01:00、UTC+02:00（夏令时）。

## 行政
马萨克-塞朗的邮政编码为81500，INSEE市镇编码为81159。

## 政治
马萨克-塞朗所属的省级选区为拉沃尔-科卡涅县。

## 人口

1962-2008年间马萨克-塞朗人口变化图示

马萨克-塞朗于2022年1月1日时的人口数量为493人。